# Déesse hindoue
Les Divinités, déesses ou Devî font partie intégrante de l'hindouisme, et leur culte est un aspect important de la religion hindoue. Chacune de ces déesses possède sa propre mythologie.
Certains courants pensent que toutes ces divinités sont des manifestations d'une entité supérieure, la Déesse, dont sont issues toutes les autres divinités féminines, d'autres, qu'elles représentent diverses facettes d'une plus grande et unique entité divine.
Parvati est l'aspect féminin de Shiva, sa shakti. Elle est très souvent représentée à ses côtés comme l'amoureuse, et peut prendre plusieurs formes : Durga, la guerrière, Kali, la terrifiante. Mais très souvent elle est Mahadevi, la déesse par excellence.
Lakshmi est l'épouse principale de Vishnu. Déesse de la fortune et du bonheur, de couleur d'or, elle est assise sur une fleur de lotus. Elle est également associée à la beauté.
Sarasvati est à la fois l'épouse de Brahma. Elle est la déesse de la connaissance, personnifiant la Parole. Elle est la patronne de l'éloquence, des sciences, des arts, de l'écriture, de la poésie et de la musique.

## Listes des principales déesses
- Aditi, la déesse mère des Adityas qui apparaît dans le Rig-Véda.
- Lakshmi
- Parvati
- Sarasvatî
- Sitâ
- Radha
- Durgā
- Lalitā
- Uma
- Kâlî
- Mahadevi
- Kamala